# Lời nguyền lúc 0 giờ
Lời nguyền lúc 0 giờ là một bộ phim truyền hình được thực hiện bởi M&T Pictures do Quách Khoa Nam làm đạo diễn. Phim phát sóng vào lúc 20h00 từ thứ 2 đến thứ 7 hàng tuần bắt đầu từ ngày 17 tháng 2 năm 2020 và kết thúc vào ngày 27 tháng 3 năm 2020 trên kênh THVL1.
Tại thời điểm phát sóng, bộ phim đã đạt thứ hạng cao nhất là đứng đầu bảng xếp hạng lượng người xem trên toàn quốc và khu vực Đồng bằng sông Cửu Long.

## Nội dung
Lời nguyền lúc 0 giờ xoay quanh ngôi biệt thự cổ, là nơi ở của Quân Bảo (Minh Luân) – ông trùm của đường dây buôn bán thú rừng trái phép cùng người vợ tên H'Lan (Thanh Trúc), quản gia A Woong (Thanh Bình) và các con. Vì những tội ác từng gây ra trong quá khứ, ông đã bị vướng phải lời nguyền 0 giờ của thầy mo A Sếnh (Phương Bình) rằng tất cả những đứa con của Quân Bảo sẽ phải chết vào năm 20 tuổi, đúng vào lúc 0 giờ Ngày Rằm Tháng Bảy".

## Diễn viên
- Minh Luân trong vai Quân Bảo[4][5]
- Thanh Bình trong vai A Woong[2]
- Thanh Trúc trong vai H'Lan[2][6]
- Huỳnh Đông trong vai Sơn Duy[5]
- Huỳnh Điệp Kiều Ngân trong vai H'Nê[5]
- Phương Bình trong vai Thầy Mo A Sếnh[5]
- Quang Thái trong vai Kỳ Phương[5]
- Khánh Hiền trong vai Bích Châu[5]
- Hồ Bích Trâm trong vai Bích Hà[5]
- Song Ngư trong vai Lan Trinh[5]
- Thành Khôn trong vai Đông Quân[5]
- Linh Tý trong vai Kơ Mên
- Sao Mai trong vai Ngọc Tuyết
- Cao Hoàng trong vai Sơn Tài
- Minh Đăng trong vai Mãnh
- Mai Tâm Như trong vai Mai Trâm

Cùng một số diễn viên khác....

## Nhạc phim
Bài hát trong phim là ca khúc "Sám hối" do Nguyễn Hồng Thuận sáng tác và Ôn Vĩnh Quang thể hiện.

## Giải thưởng
| Năm  | Giải thưởng   | Hạng mục                                | (Người) đề cử  | Kết quả | Tham khảo |
| ---- | ------------- | --------------------------------------- | -------------- | ------- | --------- |
| 2020 | Ngôi Sao Xanh | Nam diễn viên truyền hình xuất sắc nhất | Minh Luân      | Đề cử   | [ 7 ]     |
| 2020 | Ngôi Sao Xanh | Nữ diễn viên truyền hình xuất sắc nhất  | Thanh Trúc     | Đề cử   | [ 7 ]     |
| 2020 | Ngôi Sao Xanh | Đạo diễn phim truyền hình xuất sắc nhất | Quách Khoa Nam | Đề cử   | [ 7 ]     |
| 2020 | Ngôi Sao Xanh | Phim truyền hình xuất sắc nhất          | —              | Đề cử   | [ 7 ]     |